# Интимак (Сайрамський район)
Интима́к (каз. Ынтымақ) — село у складі Сайрамського району Туркестанської області Казахстану. Входить до складу Карасуського сільського округу.
У радянські часи село називалось Ніколаєвка.
Населення — 1342 особи (2021; 1101 у 2009, 831 у 1999, 698 у 1989).
26 березня 2015 року до села було приєднано територію площею 1,30 км².